# 안토니오 로치
안토니오 로치(이탈리아어: Antonio Rozzi, 1994년 5월 28일 ~ )는 이탈리아의 축구 선수이다.